# A Nap
A Nap igen népszerű magyar politikai napilap volt, az első nagyobb esti kolportázslapnak számít.  Braun Sándor alapította 1905-ben Budapesten és ő volt a főszerkesztője, míg a szerkesztő dr. Hajdu Miklós. A kiadótulajdonos a Budapesti Lapkiadó Rt. volt.
Radikális hangvételével a függetlenségi politikát támogatta. Mind a lapkiállítás formája, mind a riportokra és interjúkra épülő szerkesztése újszerű volt a maga korában. Módszerét jellemzi a kis hírek mértéktelen felnagyítása. Mint kolportázslap, Magyarországon elsőként alkalmazott rikkancsokat a lapterjesztésben. 1922-ben szűnt meg, mivel nem állta a versenyt Az Esttel.